# Werbrouck (familie)
Werbrouck was een Zuid-Nederlandse notabele en adellijke familie uit Antwerpen.

## Geschiedenis en genealogie
- In 1779 werd door keizerin Maria-Theresia erfelijke adel verleend aan de vier zoons Werbrouck, met name:
  - Jan Steven Werbrouck (Antwerpen, 23 april 1750 - 13 december 1813) van 1801 tot 1811 burgemeester van Antwerpen. In 1809 werd hij ridder benoemd in de empireadel.
  - Joseph-François Werbrouck.
  - Nicolas Werbrouck (1753-1814), handelaar, assessor van de Antwerpse Berg van Barmhartigheid, getrouwd met van Jeanne Carpentier (1757-1842). Ze hadden vier zoons:
    - Auguste Werbrouck (1782-1857).
      - Auguste Werbrouck (1823-1887) x Emilie Werbrouck (1815-1878).
        - Armand Werbrouck (zie hierna).

    - Louis Werbrouck (zie hierna).
    - Ferdinand Werbrouck (zie hierna).
    - Gustave Werbrouck (1799-1865), x Henriette Middegaels (1816-1889).
      - Jules Werbrouck (zie hierna).

  - Pierre Werbrouck.

## Armand Werbrouck
Armand Auguste Emile Marie Werbrouck (Antwerpen, 31 januari 1855 - Boechout, 15 december 1920) trouwde in 1901 met Marie-Anne Bertrand (1858-1929). Het huwelijk bleef kinderloos. In 1889 verkreeg hij erkenning van erfelijke adel.

## Louis Werbrouck
Louis Nicolas Joseph Werbrouck (Antwerpen, 26 augustus 1786 - Mechelen, 25 maart 1861) werd in 1824, onder het Verenigd Koninkrijk der Nederlanden, erkend in de erfelijke adel. Hij trouwde in 1809 in Antwerpen met Thérèse de Meulenaer (1776-1851) en in 1852 in Portes met barones Lédopoldine de Honrichs de Wolfswarffen (1790-1869), dochter van Augustin de Wautier, officier, schepen van Longchamps en senator. Uit het eerste huwelijk sproten zes kinderen van wie slechts één in het huwelijk trad.
- Edmond-Louis Werbrouck (1810-1870) trouwde in 1834 (echtscheiding in 1844) met Marie Geens (1805-1859).
  - Edmond-Antoine Werbrouck (1835-1902), bankier, trouwde in 1863 in Rijsel (echtscheiding in 1867) met Aminthe Bourré (1833-1883) en vervolgens in 1874 in Parijs met prinses Alexandrine Soutzo (1855-1922). Ze kregen twee zoons en vier dochters, met afstammelingen tot heden. Deze familietak is uitgedoofd in 1992.

## Ferdinand Werbrouck
Ferdinand Nicolas Joseph Werbrouck (Antwerpen, 12 augustus 1790 - Mechelen, 14 mei 1855) trouwde in 1818 in Antwerpen met Jeanne de Wael (1783-1836). Hij werd in 1824, onder het Verenigd Koninkrijk der Nederlanden, in de erfelijke adel erkend. De enige zoon van het echtpaar, Ferdinand Werbrouck (1821-1877), bleef ongehuwd.

## Jules Werbrouck
Jules Gustave Richard Werbrouck (Berchem, 10 maart 1849 - Luik, 23 december 1901) werd in 1889 erkend in de erfelijke adel. Hij trouwde met Anne Tonglet (°1854). Ze kregen drie kinderen, met afstammelingen tot heden.